# Droit de vote fédéral à Porto Rico
 (octobre 2024).

Les droits de vote des citoyens américains qui vivent à Porto Rico, comme les droits de vote des résidents d'autres territoires des États-Unis, diffèrent de ceux des citoyens américains de chacun des cinquante États et du district de Columbia. Les résidents de Porto Rico et d'autres territoires américains ne disposent pas de droit de vote au Congrès des États-Unis et n'ont pas droit au vote électoral pour l'élection présidentielle. La Constitution des États-Unis accorde une représentation au Congrès aux États américains, ce qui n'est pas le cas de Porto Rico et d'autres territoires américains, en spécifiant que les membres du Congrès seront élus au suffrage universel direct et que le président et le vice-président seront élus par les électeurs choisis par les États.
Porto Rico est un territoire sous la souveraineté du gouvernement fédéral, mais ne fait partie d’aucun État et n’est pas non plus un État lui-même. Elle a été organisée (conférée par le Congrès dans une certaine mesure d'autonomie ) sous réserve des pleins pouvoirs du Congrès en vertu de la clause territoriale de l'article IV, sec. 3, de la Constitution des États-Unis. À la Chambre des représentants des États-Unis, Porto Rico a droit à un commissaire résident, un délégué qui n'est pas autorisé à voter à la Chambre mais peut voter sur les questions de procédure et dans les commissions de la Chambre. Dans la plupart des autres territoires américains d'outre-mer (et historiquement pré-étatiques), ainsi que dans le district de Columbia, un poste de représentation similaire est appelé délégué.
L’absence de représentation électorale directe au Congrès pour les résidents du territoire est un problème depuis que le Congrès américain a accordé la citoyenneté américaine aux citoyens de Porto Rico en 1917. Toutes les réclamations judiciaires ont été contestées par des moyens politiques ou constitutionnels ; par conséquent, il n'y a eu aucun changement dans la représentation de Porto Rico au Congrès ou dans la représentation au collège électoral des citoyens américains résidant à Porto Rico.
Comme d'autres territoires, Porto Rico organise des élections primaires présidentielles au printemps de chaque année d'élection présidentielle, au cours desquelles les partis choisissent des délégués aux conventions nationales républicaine et démocrate. Bien que ces délégués votent pour leur candidat lors de leur convention respective, cela marque la fin de la participation du territoire à l'élection présidentielle. Les Portoricains peuvent voter pour le président s'ils sont inscrits sur les listes électorales et résident dans l'un des 50 États ou dans le District de Columbia.

## Arrière-plan
Porto Rico est une zone insulaire, un territoire des États-Unis qui ne fait partie ni de l'un des cinquante États ni du district de Columbia, le district fédéral du pays. Les zones insulaires, dont Porto Rico, les îles Vierges américaines et Guam, ne sont pas autorisées à choisir les électeurs lors des élections présidentielles américaines ni à élire les membres votants du Congrès américain. Ce principe découle des articles 1 et 2 de la Constitution des États-Unis, qui stipulent que les électeurs doivent être choisis par « le peuple des différents États ». En 1961, le 23e amendement a étendu le droit de choisir les électeurs au District de Columbia ; les zones insulaires, cependant, n'ont pas été abordées dans cet amendement.

## Plainte auprès de la Commission interaméricaine des droits de l'homme
Le 29 décembre 2003, la Commission interaméricaine des droits de l'homme de l'Organisation des États américains a conclu que les États-Unis étaient responsables des violations des droits du District de Columbia en vertu des articles II et XX de la Déclaration américaine des droits et devoirs de l'homme en refusant aux citoyens du District de Columbia une opportunité effective de participer à leur législature fédérale. Le 17 octobre 2006, Pedro Rosselló, ancien gouverneur de Porto Rico, et le Comité Unfinished Business of American Democracy, au nom des quelque quatre millions de citoyens américains résidant dans le Commonwealth de Porto Rico, ont présenté une pétition à la Commission interaméricaine des droits de l'homme de l'Organisation des États américains, demandant l'aide de la Commission pour obtenir le droit de vote.

## Privation des droits civiques à Porto Rico
Tout citoyen américain résidant à Porto Rico est effectivement privé de ses droits civiques au niveau national, comme le sont tous les citoyens américains résidant dans les territoires américains non constitués en société. Bien que les sections du Parti républicain et du Parti démocrate à Porto Rico aient sélectionné des délégués votants aux conventions nationales de nomination participant aux primaires ou aux caucus présidentiels américains, les citoyens américains sans résidence électorale dans l'un des 50 États ou dans le District de Columbia ne peuvent pas voter aux élections fédérales.
Le Parti de l'indépendance portoricaine et le Nouveau parti progressiste rejettent tous deux[réf. nécessaire]</link> le statu quo qui permet la privation de droits (de leurs positions respectives distinctes sur le statut de droit de vote idéal pour l'île-nation de Porto Rico). L'organisation politique restante, le Parti démocratique populaire, a officiellement déclaré qu'elle était favorable à la résolution des « déficits démocratiques » restants que les administrations de Bill Clinton et de George W. Bush ont publiquement reconnus par écrit dans les rapports du groupe de travail du président sur le statut de Porto Rico.
En 2003, l'avocat Gregorio Igartúa et d'autres, dans le cadre d'un troisième cycle de litiges (Igartúa III), ont intenté une action en justice visant à accorder aux citoyens américains résidant à Porto Rico le droit de voter pour le président et le vice-président des États-Unis.
La décision de la Cour d'appel des États-Unis en 2005, en appel de la décision dans l'affaire Igartúa III, Igartua-de la Rosa c. États-Unis, 417 F.3d 145 (1st Cir. PR 2005), stipule en partie :

« Cette affaire amène devant ce tribunal la troisième d'une série de poursuites intentées par Gregorio Igartúa, un citoyen américain résidant à Porto Rico, revendiquant le droit constitutionnel de voter tous les quatre ans pour le président et le vice-président des États-Unis. Les formations de ce tribunal ont rejeté ces allégations à trois reprises. Nous le faisons à nouveau, cette fois en banc, en rejetant également une affirmation adjacente : selon laquelle l'échec de la Constitution à accorder ce vote devrait être déclaré une violation des obligations conventionnelles des États-Unis.

Il est facile de répondre à cette affirmation constitutionnelle. Le vote pour le président et le vice-président des États-Unis n'est régi ni par de la rhétorique ni par des valeurs intuitives mais par une disposition de la Constitution. Cette disposition ne confère pas le droit de vote aux « citoyens américains » mais aux « électeurs » qui doivent être « nommés » par chaque « État », de « la manière » que la législature de l'État peut ordonner, égale au nombre de Sénateurs et représentants auxquels l'État a droit. Const. art. II, § 1, cl. 2 ; voir aussi identifiant. modifier. XII. »

Les juges Campbell et Lipez ont approuvé la décision. Le juge Torruella a exprimé sa dissidence, en énonçant sa position comme suit :

« Dans sa hâte de « mettre complètement fin à la revendication constitutionnelle [des plaignants-appelants] », maj. op. à la p. 6, la majorité a choisi de négliger les questions réellement soumises à cette cour en banc telles que formulées par l'ordonnance du panel de réaudition, voir Igartúa de la Rosa v. United States, 404 F.3d 1 (1st Cir. 2005) (ordonnance accordant au panel une réaudition), panel que la cour en banc a supprimé, mais dont l'ordonnance a été adoptée comme établissant les paramètres des questions à trancher par la cour en banc. Voir Igartúa de la Rosa v. United States, 407 F.3d 30, 31 (1st Cir. 2005) (conversion en une nouvelle audience en banc dans laquelle « les parties doivent traiter deux questions : premièrement, la réclamation des plaignants selon laquelle les États-Unis ont manqué à leurs obligations conventionnelles et, deuxièmement, la possibilité d'un jugement déclaratoire concernant le respect par le gouvernement de ces obligations »). C'est sur ces questions que les parties ont été invitées à se prononcer. Au lieu de cela, la majorité a dévié cet appel vers une impasse qui n'est plus devant nous : l'absence de représentation du collège électoral de Porto Rico, voir U.S. Const. art. II, § 1, cl. 2, et notre manque d'autorité pour ordonner un changement constitutionnel de ce statut en raison de cet empêchement constitutionnel.

Ce faisant, la majorité ne parvient pas à accorder le moindre poids à la nature fondamentale du droit de vote et aux conséquences juridiques de ce principe cardinal. Sous le couvert d'une prétendue doctrine de la question politique, de son désir avoué d'éviter de « mettre les États-Unis dans l'embarras » et de ses pieux discours sur ce qu'elle considère comme la nature de la fonction judiciaire, la majorité cherche à se soustraire à ce que je considère comme son devoir primordial au-delà de ces objectifs déclarés : rendre justice aux droits civils des quatre millions de citoyens américains qui résident à Porto Rico. La majorité qualifie ce devoir avec respect de « rhétorique » et de « valeurs intuitives ». Maj. op. p. 3. Je ne suis pas d'accord, et je soupçonne qu'il en est de même pour un nombre considérable de ces quatre millions de citoyens américains qui, dépourvus de tout recours politique, se tournent vers les tribunaux des États-Unis pour obtenir de l'aide parce qu'ils n'ont aucune autre voie de recours. Voir United States v. Carolene Prods. Co., 304 U.S. 144, 152 n.4 (1938) (« [L]es préjugés contre les minorités discrètes et insulaires peuvent être une condition particulière, qui tend à restreindre sérieusement le fonctionnement des processus politiques sur lesquels on s'appuie habituellement pour protéger les minorités et... peuvent exiger une enquête judiciaire proportionnellement plus approfondie. ») »

## Igartúa c. États-Unis
En 2008, l'avocat Gregorio Igartúa et d'autres, dans une quatrième série de litiges (Igartúa IV), ont tenté d'intenter un recours collectif affirmant qu'eux-mêmes et d'autres citoyens américains résidents à Porto Rico avaient le droit de voter pour un représentant à la Chambre des représentants des États-Unis de Porto Rico et le droit d'avoir des représentants de Porto Rico dans cet organe.
La décision de la Cour d'appel des États-Unis pour le premier circuit de 2010 stipule notamment :

« Le panel est unanime pour affirmer que la Constitution des États-Unis ne donne pas aux résidents de Porto Rico le droit de voter pour les membres de la Chambre des représentants parce que Porto Rico n'est pas un État.
Le juge en chef Lynch et le juge Lipez concluent que ce panel est lié par la décision d'Igartúa III selon laquelle la Constitution ne permet pas d'accorder un tel droit aux plaignants par d'autres moyens que ceux spécifiés pour obtenir le statut d'État ou par amendement. Le juge en chef Lynch conclut indépendamment que cette décision dans Igartúa III est correcte. Le juge Lipez considère que le panel est lié par cette décision dans Igartúa III, mais il n'exprime pas son propre avis sur son bien-fondé. Le juge en chef Lynch et le juge Lipez conviennent que l'arrêt Igartúa III exige le rejet des demandes des plaignants sur la base des traités et du droit international. Le juge Lipez se joint à la décision selon laquelle le rejet de l'affaire est confirmé. Il joint cette introduction, l'introduction de la section II, les sections II.A, II.B et II.C.1, ainsi que la section III de l'opinion du juge en chef Lynch. Il exprime des points de vue supplémentaires dans son opinion concordante. »

Lipez a ouvert son opinion concordante comme suit :

« Malgré la décision en banc de notre Cour de 2005 rejetant le droit de vote des quatre millions d'habitants de Porto Rico aux élections présidentielles, la question du droit de vote fédéral de ces citoyens américains de longue date demeure un problème juridique majeur. La répartition inégale du privilège fondamental du vote entre les différentes catégories de citoyens est profondément troublante et, sans surprise, les arguments juridiques en faveur de l'octroi du droit de vote aux résidents de Porto Rico ont continué d'évoluer. Bien que la décision en banc empêche le réexamen par ce panel des questions résolues par la Cour plénière, cette décision ne devrait pas être le dernier mot sur le sujet. La dissidence du juge Torruella met en évidence des questions importantes qui méritent d'être prises en considération dans une nouvelle procédure en banc. Comme je l'expliquerai, si chacune de ces questions était tranchée en faveur des plaignants, les citoyens américains résidant à Porto Rico auraient une revendication viable de droits de vote égaux en vertu du Pacte international relatif aux droits civils et politiques (« PIDCP »).
Ainsi, bien que je sois d'accord avec le juge en chef Lynch pour dire que notre groupe spécial doit adhérer au précédent établi il y a cinq ans par la Cour en banc sur les questions constitutionnelles et d'interprétation des traités abordées dans l'opinion majoritaire, je ne peux pas accepter que les demandes des plaignants soient rejetées sans examen par la Cour plénière. Étant donné l'ampleur des questions et l'analyse convaincante du juge Torruella, il s'agit de l'une des rares occasions où un réexamen d'une décision en banc est justifié. »

Torruella a ouvert son opinion concordante en partie et dissidente en partie, comme suit :

« Bien que sous une forme différente de celle présentée à d'autres occasions, nous sommes une fois de plus confrontés à des problèmes qui découlent de l'inégalité politique qui existe au sein du corps politique des États-Unis, en ce qui concerne les quatre millions de citoyens de cette nation qui résident à Porto Rico.
Il s'agit d'une question constitutionnelle fondamentale qui ne disparaîtra pas malgré les efforts répétés de cette Cour pour étouffer ces problèmes. 21 « Nous pouvons maintenant ajouter à cette triste liste les efforts de l'opinion principale. Il s'agit d'une situation très regrettable et dénigrante pour des citoyens qui, depuis plus de cent ans, sont stigmatisés par un stigmate d'infériorité, avec tout ce qui en découle.
À la racine de ce problème se trouve le rôle inacceptable des tribunaux. Leur complicité dans la perpétuation de ce résultat est inadmissible. Comme dans le cas de la ségrégation raciale, voir Plessy v. Ferguson, 163 U.S. 557 (1896) (infirmé par Brown v. Bd. of Educ., 347 U.S. 482 (1954)), ce sont les tribunaux qui sont responsables de la création de cette inégalité. De plus, ce sont les tribunaux qui ont habillé cette situation néfaste d’un manteau de respectabilité juridique.
Mais ce qui est peut-être encore plus flagrant, c’est que c’est ce système judiciaire qui a mécaniquement répété les fondements désuets et rétrogrades sur lesquels cette infériorité inventée est perpétuée. Ce résultat est désormais atteint sans même un minimum d’analyse ou de considération pour le passage du temps et les conditions modifiées, tant juridiques que sociétales. Ces conditions modifiées ont depuis longtemps sapé les fondements de ces règles établies par les juges, qui ont été établies à une époque révolue en accord avec les vues déformées de cette époque. Bien que le traitement inégal des personnes en raison de la couleur de leur peau ou d’autres raisons non pertinentes ait été à l’époque le modus operandi des gouvernements et une pratique acceptée des sociétés en général, l’application continue de ces règles par les tribunaux est aujourd’hui un anachronisme dépassé, c’est le moins qu’on puisse dire. De telles actions, en particulier de la part des tribunaux des États-Unis, ne servent qu’à ternir notre système judiciaire en tant que porte-étendard des meilleures valeurs auxquelles notre nation aspire. Permettre à ces règles désuètes de rester en place, bien longtemps après que le traitement inégal des citoyens américains est devenu constitutionnellement, moralement et culturellement inacceptable dans le reste de notre nation (voir Brown v. Bd. of Educ., 347 U.S. 483), est un état de fait intolérable qui ne peut être excusé en se cachant derrière une quelconque théorie du droit. »

En 1961, quelques années seulement après la première ratification du PIDCP par les Nations Unies, le vingt-troisième amendement à la Constitution des États-Unis a été adopté, permettant aux citoyens américains résidant dans le district de Columbia de voter pour les fonctions exécutives. As of 2009 </link></link> un projet de loi était en attente au Congrès qui traiterait le District de Columbia comme « un district du Congrès aux fins de représentation à la Chambre des représentants » et permettrait aux citoyens des États-Unis résidant dans la capitale de voter pour les membres de la Chambre des représentants. Toutefois, les États-Unis n’ont pas pris de mesures similaires à l’égard des quatre millions de citoyens et ressortissants américains qui résident dans les territoires américains, dont près de trois millions sont des résidents de Porto Rico. Dans un avis concordant en partie et dissident en partie dans une décision judiciaire, le juge de circuit Juan R. Torruella, qui est portoricain, a écrit que cette inaction constitue une violation flagrante des obligations des États-Unis en vertu du PIDCP.
En août 2017, le premier circuit en banc a rejeté une autre action en justice intentée par Igartúa contestant l'exclusion de Porto Rico de la répartition des sièges au Congrès des États-Unis, malgré les dissidences des juges Torruella, Kermit Lipez et Ojetta Rogeriee Thompson.
- Élections à Porto Rico
- Le droit de vote aux États-Unis
- Loi sur le vote par correspondance des citoyens en uniforme et des citoyens d'outre-mer
- Droits de vote dans le District de Columbia
- Vingt-troisième amendement à la Constitution des États-Unis
- Conséquences du statut politique actuel de Porto Rico